# 2 euro commemorativi emessi nel 2022

## I sei disegni proposti per l'emissione comune del 2022

Vincitore

## Emissione comune
| Immagine | Paese          | Tema                                                | Tiratura   | Emissione      |
| --- | -------------- | --------------------------------------------------- | ---------- | -------------- |
| | Unione europea | 35º anniversario del Programma Erasmus              | 37.052.500 | 1º luglio 2022 |
| Descrizione: il disegno unisce due elementi principali del programma Erasmus: l’ispirazione intellettuale all’origine del programma, Erasmo stesso, e l’allegoria della sua influenza in Europa. Il primo elemento è simboleggiato da una delle raffigurazioni più note di Erasmo da Rotterdam. Il secondo è simboleggiato da una rete luminosa di collegamenti che attraversano la moneta da un punto all’altro, rappresentando in tal modo i numerosi scambi intellettuali e umani tra gli studenti europei. In riferimento all’Europa, alcuni di questi collegamenti formano altre stelle, nate dalla sinergia tra i paesi. Dalle stelle emerge, in grafica contemporanea, il numero 35 in omaggio al 35º anniversario del programma. Sull’anello esterno delle monete figurano le 12 stelle della bandiera dell’Unione europea. |                |                                                     |            | 1º luglio 2022 |
| | Austria        | REPUBLIK ÖSTERREICH / 1987-2022 / ERASMUS PROGRAMM  | 1.000.000  | 1º luglio 2022 |
| | Belgio         | BE / 1987-2022 / ERASMUS PROGRAMME                  | 1.000.000  | 1º luglio 2022 |
| | Cipro          | ΚΥΠΡΟΣ KIBRIS / 1987-2022 / ERASMUS PROGRAMME       | 400.000    | 1º luglio 2022 |
| | Estonia        | EESTI / 1987-2022 / ERASMUSE PROGRAMM               | 1.000.000  | 1º luglio 2022 |
| | Finlandia      | FI / 1987-2022 / ERASMUS OHJELMA PROGRAMMET         | 400.000    | 1º luglio 2022 |
| | Francia        | RF / 1987-2022 / ERASMUS PROGRAMME                  | 3.500.000  | 1º luglio 2022 |
| | Germania       | D / 1987-2022 / ERASMUS PROGRAMME                   | 20.000.000 | 1º luglio 2022 |
| | Grecia         | ΕΛΛΗΝΙΚΗ ΔΗΜΟΚΡΑΤΙΑ / 1987-2022 / ERASMUS PROGRAMME | 750.000    | 1º luglio 2022 |
| | Irlanda        | éıre / 1987-2022 / ERASMUS PROGRAMME                | 500.000    | 1º luglio 2022 |
| | Italia         | RI / 1987-2022 / ERASMUS PROGRAMME                  | 3.000.000  | 1º luglio 2022 |
| | Lettonia       | LATVIJA / 1987-2022 / ERASMUS PROGRAMMA             | 300.000    | 1º luglio 2022 |
| | Lituania       | LIETUVA / 1987-2022 / ERASMUS PROGRAMMA             | 300.000    | 1º luglio 2022 |
| | Lussemburgo    | LËTZEBUERG / 1987-2022 / ERASMUS PROGRAMME          | 500.000    | 1º luglio 2022 |
| | Malta          | MALTA / 1987-2022 / ERASMUS PROGRAMME               | 82.500     | 1º luglio 2022 |
| | Paesi Bassi    | NL / 1987-2022 / ERASMUS PROGRAMMA                  | 570.000    | 1º luglio 2022 |
| | Portogallo     | PORTUGAL / 1987-2022 / PROGRAMA ERASMUS             | 750.000    | 1º luglio 2022 |
| | Slovacchia     | SLOVENSKO / 1987-2022 / ERASMUS PROGRAMME           | 1.000.000  | 1º luglio 2022 |
| | Slovenia       | SLOVENIJA / 1987-2022 / PROGRAM ERASMUS             | 1.000.000  | 1º luglio 2022 |
| | Spagna         | ESPAÑA / 1987-2022 / ERASMUS PROGRAMME              | 1.000.000  | 1º luglio 2022 |

## I 2 euro commemorativi emessi
| Immagine | Paese              | Tema | Tiratura   | Emissione         |
| --- | ------------------ | --- | ---------- | ----------------- |
| | Germania           | Presidenza alla Turingia al Bundesrat: Castello di Wartburg a Eisenach 16ª moneta della I serie dedicata ai Länder tedeschi | 30.000.000 | 25 gennaio 2022   |
| Descrizione: il disegno rappresenta il castello di Wartburg, primo castello in Germania a essere dichiarato patrimonio mondiale dall’Unesco. Sempre nella parte interna figura, in basso, il nome «THÜRINGEN» e il codice del paese di emissione «D», a destra il marchio della zecca corrispondente («A», «D», «F», «G» o «J») e il marchio dell’incisore e, a sinistra, l’anno di emissione «2022». L’artista è Olaf Stoy (Rabenau). Sull’anello esterno della moneta figurano le 12 stelle della bandiera dell’Unione europea. |                    | |            |                   |
| | Francia            | 20º anniversario dell’entrata in circolazione dell’euro e 90º anniversario della nascita di Jacques Chirac                  | 9.000.000  | 25 gennaio 2022   |
| Descrizione: Jacques Chirac, presidente della Repubblica francese per due mandati, è stato uno dei principali architetti della costruzione europea. Era infatti presidente nel 2002 quando è stato introdotto l’euro. Il disegno mostra un profilo solenne del presidente Jacques Chirac che guarda al futuro. Il ritratto è circondato da diversi simboli che rappresentano le sue azioni: un simbolo dell’euro, segno del suo coinvolgimento nell’introduzione dell’euro e del suo spirito europeo, e una bandiera francese rappresentata in colori araldici, impreziosita dalle lettere «RF», in riferimento alla sua presidenza. Le sue date e il suo nome sono inseriti nel logo dell’euro. Nel disegno sono raffigurati anche il marchio di zecca e l’anno. Sull’anello esterno della moneta figurano le 12 stelle della bandiera dell’Unione europea. |                    | |            |                   |
| | Finlandia          | 100º anniversario del Balletto Nazionale                                                                                    | 400.000    | 11 febbraio 2022  |
| Descrizione: il disegno rappresenta i movimenti vigorosi e leggiadri di un ballerino ricoperto di un tessuto leggero e svolazzante che accentua la bellezza e la fluidità della postura. Riporta inoltre l'anno di emissione «2022» e, nella parte superiore, l'acronimo del paese di emissione «FI» e il marchio della zecca. Sull'anello esterno della moneta figurano le 12 stelle della bandiera dell'Unione europea. |                    | |            |                   |
| | Slovenia           | 150º anniversario della nascita di Jože Plečnik                                                                             | 1.000.000  | 2 marzo 2022      |
| Descrizione: il disegno raffigura un dettaglio della finestra principale della sala di lettura della biblioteca nazionale e universitaria, davanti alla quale si trova una colonna. È accompagnato da una composizione di lettere, A R H. P L E Č N I K. Le lettere sono incastonate in ordine nella finestra, e possono essere interpretate metaforicamente come la firma dell’architetto, realmente presente nelle sue opere. Sono inserite in aperture più profonde della finestra e (nel linguaggio di Plečnik) possono essere considerate come interventi sullo spazio architettonico, a fini di enfasi, inserite nella facciata o come oggetti geometricamente progettati. L’intera composizione rappresenta un’idea di spazio che riflette la ricchezza delle idee dell’architetto: il fulcro è la colonna principale, la cui funzione è suddividere lo spazio della moneta e definire il rapporto interno-esterno o davanti-dietro, uno degli stilemi più comuni di Plečnik nella progettazione dello spazio. In questo modo la composizione diventa una miniatura spaziale, uno spazio nello spazio, stratificato e mistico. Nella parte inferiore figura l’iscrizione «JOŽE PLEČNIK». A sinistra, in verticale, l’anno «1872», e a destra, sempre in verticale, il paese di emissione «SLOVENIJA» e l’anno di emissione «2022». Sull’anello esterno della moneta figurano le 12 stelle della bandiera dell’Unione europea. |                    | |            |                   |
| | Estonia            | 150º anniversario della Società letteraria estone                                                                           | 1.000.000  | 9 marzo 2022      |
| Descrizione: il disegno raffigura le pagine di un libro e la punta di una penna d'oca. Sulla parte superiore figura in semicerchio l'iscrizione «EESTI KIRJAMEESTE SELTS» e l'anno di emissione «2022». Sulle pagine del libro è riportata l'iscrizione «KUI ME EI SAA SUUREKS RAHVAARVULT, PEAME SAAMA SUUREKS VAIMULT» che significa «Se non possiamo essere una grande nazione nei numeri, dobbiamo esserlo nello spirito». Sull'anello esterno della moneta figurano le 12 stelle della bandiera dell'Unione europea. |                    | |            |                   |
| | Spagna             | Parco nazionale di Garajonay 13ª moneta della serie dedicata ai siti spagnoli Patrimonio dell'umanità UNESCO                | 1.000.000  | 23 marzo 2022     |
| Descrizione: il Parco nazionale di Garajonay dell'isola di La Gomera, (Isole Canarie), raffigura il Roque de Agando e un dettaglio della foresta di laurisilva. In alto a destra, in maiuscolo e in senso circolare su tre righe troviamo, il paese ESPAÑA, l'anno di emissione 2022 e il marchio della zecca. Sull'anello esterno della moneta figurano le 12 stelle della bandiera dell'Unione europea. |                    | |            |                   |
| | Spagna             | Juan Sebastián Elcano - 500º anniversario del primo giro del mondo                                                          | 1.000.000  | 23 marzo 2022     |
| Descrizione: la spedizione iniziata a Siviglia nel 1519 e conclusasi nel 1522 con il completamento della prima circumnavigazione della terra. Sul disegno sono raffigurate due immagini: sullo sfondo il globo e in primo piano il ritratto di Juan Sebastián Elcano. Sotto il ritratto figurano in lettere maiuscole le diciture «JUAN SEBASTIÁN ELCANO» e «PRIMUS CIRCUMDEDISTI ME» (Il primo a circumnavigarmi). Sul ritratto, al livello della spalla, sono riportate le date di inizio e di fine della circumnavigazione (1519-1522). Sul lato destro, in lettere maiuscole, sono riportati il nome del paese di emissione «ESPAÑA» e l'anno di coniazione «2022». Sul lato sinistro figura il marchio della zecca. Sull'anello esterno della moneta figurano le 12 stelle della bandiera dell'Unione europea. |                    | |            |                   |
| | Portogallo         | 100º anniversario della prima traversata dell'Atlantico meridionale                                                         | 1.000.000  | 30 marzo 2022     |
| Descrizione: la traversata aerea fu portata a termine utilizzando esclusivamente strumenti interni di navigazione: un sestante modificato e un correttore di rotta. Il disegno raffigura uno dei tre biplani Fairey III utilizzati per effettuare il volo da Lisbona a Rio de Janeiro. Lungo il margine è riportata l'iscrizione «TRAVESSIA DO ATLÂNTICO SUL» («TRAVERSATA DELL'ATLANTICO MERIDIONALE») Sotto l'aereo è riportata l'iscrizione «PORTUGAL 1922-2022». L'iscrizione «CASA DA MOEDA» fa riferimento al nome della zecca portoghese. Sull'anello esterno della moneta figurano le 12 stelle della bandiera dell'Unione europea. |                    | |            |                   |
| | Italia             | 170º anniversario della Polizia di Stato                                                                                    | 3.000.000  | 6 aprile 2022     |
| Descrizione: due agenti della Polizia di Stato, un uomo e una donna, si stagliano in primo piano davanti ad un’auto della Polizia. In alto, ad arco, la scritta “POLIZIA DI STATO”; a destra, “RI”, acronimo della Repubblica Italiana; in basso, rispettivamente a sinistra, al centro e a destra, “R”, identificativo della Zecca di Roma, “AM”, sigla dell’autore Annalisa Masini e le date “1852 2022”, anno di fondazione della Polizia di Stato e anno di emissione della moneta. Sull'anello esterno della moneta figurano le 12 stelle della bandiera dell'Unione europea. |                    | |            |                   |
| | Lettonia           | 100º anniversario della Banca di Lettonia                                                                                   | 400.000    | 12 aprile 2022    |
| Descrizione: l'alfabetizzazione finanziaria è importante per capire e usare in modo efficace diverse abilità finanziarie, compresa la gestione delle finanze personali, il bilancio e gli investimenti. L'alfabetizzazione finanziaria, che è alla base della nostra relazione con il denaro, rappresenta un percorso di apprendimento permanente. Il disegno raffigura un albero che simboleggia l'importanza dell'alfabetizzazione finanziaria e delle relative conoscenze. Nella parte inferiore della moneta figura l'anno di emissione «2022» e il nome del paese emittente «LATVIJA». Sull'anello esterno della moneta figurano le 12 stelle della bandiera dell'Unione europea. |                    | |            |                   |
| | Lituania           | 100 anni di pallacanestro in Lituania                                                                                       | 750.000    | 21 aprile 2022    |
| Descrizione: il disegno rappresenta la carta geografica della Lituania trasformata in campo da pallacanestro a significare che già da 100 anni questo sport è praticato nel paese. La moneta reca inoltre, in semicerchio, le iscrizioni «LIETUVA» (Lituania) e «1922-2022» e il logo della zecca lituana, dove la moneta viene coniata. Sull'anello esterno della moneta figurano le 12 stelle della bandiera dell'Unione europea. |                    | |            |                   |
| | San Marino         | 530º anniversario della scomparsa di Piero della Francesca                                                                  | 55.000     | 28 aprile 2023    |
| Descrizione: al centro è raffigurato il profilo di Federico da Montefeltro, particolare del dipinto “Dittico dei Duchi d’Urbino” di Piero della Francesca, conservato presso le Gallerie degli Uffizi (Firenze). A sinistra, in giro, la scritta "SAN MARINO"; a destra, in giro, la scritta "PIERO DELLA FRANCESCA", le date "1492 e 2022", il segno di zecca "R", identificativo della Zecca Italiana e in basso le iniziali dell’autrice Claudia Momoni "C.M.". Sull'anello esterno della moneta figurano le 12 stelle della bandiera dell'Unione europea. |                    | |            |                   |
| | Belgio             | Settore sanitario | 155.000    | 11 maggio 2022    |
| Descrizione: nella parte interna della moneta figura un ritratto che rappresenta il personale sanitario. Sul lato sinistro è riportata l'iscrizione «Danke – Merci – Dank u» insieme a vari pittogrammi che fanno riferimento al settore sanitario. Dall'alto verso il basso sono rappresentati una croce, uno stetoscopio, un cuore, una siringa, una sedia a rotelle e una miscela chimica. All'estremità destra sono riportate le iniziali del disegnatore Luc Luycx. Poiché sarà la zecca reale dei Paesi Bassi a coniare le monete, in basso figurano il caduceo, segno della zecca di Utrecht, e lo stemma del comune di Herzele, segno del direttore della zecca del Belgio, la sigla del paese BE e l'anno 2022. Sull'anello esterno della moneta figurano le 12 stelle della bandiera dell'Unione europea. |                    | |            |                   |
| | Italia             | 30º anniversario della scomparsa di Giovanni Falcone e Paolo Borsellino                                                     | 3.000.000  | 17 maggio 2022    |
| Descrizione: i ritratti dei due magistrati italiani Giovanni Falcone e Paolo Borsellino ispirati a una fotografia di Tony Gentile. In alto, ad arco, la scritta “FALCONE - BORSELLINO”; sotto, le date “1992 2022”, rispettivamente anno della scomparsa dei magistrati e anno di emissione della moneta, tra le quali è inserito l’acronimo della Repubblica Italiana “RI”; a destra “R”, identificativo della Zecca di Roma; a sinistra, “VdS”, sigla dell’autore Valerio de Seta. Sull'anello esterno della moneta figurano le 12 stelle della bandiera dell'Unione europea. |                    | |            |                   |
| | Grecia             | 200º anniversario della prima Costituzione greca                                                                            | 750.000    | 1º luglio 2022    |
| Descrizione: il disegno raffigura il tempio di Asclepio a Epidauro con al centro la statua del dio. Il tema riproduce il rovescio di una medaglia commemorativa della prima Assemblea nazionale tenuta dai ribelli greci a Epidauro - conferita ai membri dell'Assemblea durante il regno di re Ottone. Lungo il bordo interno figurano le diciture «REPUBBLICA ELLENICA» e «PRIMA COSTITUZIONE GRECA» e gli anni «1822» e «2022», una palmetta (marchio della zecca greca) e il monogramma dell'artista (George Stamatopoulos). Sull'anello esterno della moneta figurano le 12 stelle della bandiera dell'Unione europea. |                    | |            |                   |
| | Lussemburgo        | 10º anniversario delle nozze dei granduchi ereditari Guglielmo e Stéphanie                                                  | 250.000    | 5 luglio 2022     |
| Descrizione: il disegno raffigura l'effigie del Granduca ereditario Guillaume e della Granduchessa ereditaria Stéphanie. Accanto all'effigie sono riportati in semicerchio i loro nomi. A sinistra dell'anno «2022» sono raffigurate due fedi nuziali. In fondo al disegno sono riportati il nome del paese di emissione, «LËTZEBUERG», e la data del matrimonio, «20 ottobre 2012». Il monogramma (la lettera «H» sovrastata da una corona) è un riferimento al Granduca Henri. Sull'anello esterno della moneta figurano le 12 stelle della bandiera dell'Unione europea. |                    | |            |                   |
| | Lussemburgo        | 50º anniversario della bandiera del Lussemburgo                                                                             | 250.000    | 5 luglio 2022     |
| Descrizione: il disegno raffigura, sul lato sinistro, l’effigie del Granduca Henri e, sul lato destro, la bandiera tricolore lussemburghese. Al di sopra della bandiera è riportato l’anno «1972» e al di sotto l’anno di emissione «2022». Nella parte inferiore, al centro, compare il nome del paese di emissione, «LËTZEBUERG». Sull’anello esterno della moneta figurano le 12 stelle della bandiera dell’Unione europea. |                    | |            |                   |
| | Estonia            | Slava Ukraïni! | 2.000.000  | 8 luglio 2022     |
| Descrizione: il disegno raffigura la sagoma di una donna con un orecchio a spiga di grano e sulla cui mano è posato un uccellino. Sulla parte superiore sinistra figura il testo «SLAVA UKRAINI». Nella parte inferiore sinistra sono incisi il paese di emissione «EESTI» e l'anno di emissione «2022». Sull'anello esterno della moneta figurano le 12 stelle della bandiera dell'Unione europea. |                    | |            |                   |
| | Francia            | Sport: Discobolo - Monumento: Arco di Trionfo 2ª moneta della serie dedicata alle Olimpiadi di Parigi 2024                  | 300.000    | 6 settembre 2022  |
| Descrizione: al centro della moneta il Genio alato nella plastica posa del discobolo, sullo sfondo l'Arco di Trionfo, e una pista di atletica, con a destra il logo dei Giochi Olimpici 2024 di Parigi. A sinistra la sigla “RF” (Republique Française); in basso la cornucopia, simbolo della Zecca di Parigi, l'anno di emissione "2022" e un quadrato con JJ e una testa di rinoceronte stilizzata, simbolo dell'autore Joaquin Jimenez. Sull'anello esterno della moneta figurano le 12 stelle della bandiera dell'Unione europea. |                    | |            |                   |
| | Città del Vaticano | 25º anniversario della scomparsa di Madre Teresa di Calcutta                                                                | 67.000     | 6 settembre 2022  |
| Descrizione: il disegno raffigura un ritratto di Madre Teresa con un bambino. In alto è riportata in semicerchio l'iscrizione «MADRE TERESA DI CALCUTTA» e in basso il nome del paese di emissione «CITTÀ DEL VATICANO». A destra del ritratto è riportato il marchio della zecca «R» e sotto il marchio gli anni «1997» e «2022». Sull'anello esterno della moneta figurano le 12 stelle della bandiera dell'Unione europea. |                    | |            |                   |
| | Città del Vaticano | 125º anniversario della nascita di Paolo VI                                                                                 | 67.000     | 6 settembre 2022  |
| Descrizione: il disegno riproduce un ritratto del papa. In alto a sinistra, a semicerchio, figura l'iscrizione «CITTÀ DEL VATICANO» e in alto a destra l'iscrizione «PAPA PAOLO VI». A sinistra del ritratto figurano gli anni «1897» e «2022» e sotto gli anni il marchio della zecca «R». In basso a sinistra figura il nome dell'artista, «D. LONGO». Sull'anello esterno della moneta figurano le 12 stelle della bandiera dell'Unione europea. |                    | |            |                   |
| | Monaco             | 100º anniversario della scomparsa del principe Alberto I                                                                    | 15.000     | 7 settembre 2022  |
| Descrizione: la parte interna della moneta reca, al centro, le effigi del principe Alberto I. In basso a seguire, la cornucopia, simbolo della Zecca di Parigi, "ALBERT Ier", "1848-1922", un quadrato con JJ e una testa di rinoceronte stilizzata, simbolo dell'autore Joaquin Jimenez; in alto a sinistra la scritta "MONACO" e a destra "2022". Sull'anello esterno della moneta figurano le 12 stelle della bandiera dell'Unione europea. |                    | |            |                   |
| | Finlandia          | Investigazione climatica in Finlandia                                                                                       | 400.000    | 30 settembre 2022 |
| Descrizione: il tema della moneta è la rappresentazione di una barba di bosco, le cui radici sono impresse nel centro della parte interna della moneta. Il bordo esterno del cerchio interno della moneta reca a sinistra la scritta «RICERCA SUL CLIMA» in finlandese e a destra la scritta «RICERCA SUL CLIMA» in svedese. Nella parte inferiore del cerchio interno della moneta è riportata l'iscrizione «2022 FI». Nella parte superiore del cerchio interno della moneta figura il marchio della zecca finlandese. Sull'anello esterno della moneta figurano le 12 stelle della bandiera dell'Unione europea. |                    | |            |                   |
| | San Marino         | 200º anniversario della scomparsa di Antonio Canova                                                                         | 55.000     | 4 ottobre 2022    |
| Descrizione: al centro è raffigurata la scultura della dea Ebe, figlia di Zeus e di Era e ancella e coppiera delle divinità dell'Olimpo, conservata presso i Musei di San Domenico (Forlì). A sinistra, in giro, la scritta "CANOVA"; a destra, in giro, la scritta "SAN MARINO"; ai lati della scultura le date "1822 e 2022", il segno di zecca "R", identificativo della Zecca Italiana e in basso le iniziali dell’autore Antonio Vecchio "A.V.". Sull'anello esterno della moneta figurano le 12 stelle della bandiera dell'Unione europea. |                    | |            |                   |
| | Slovacchia         | 300º anniversario della prima macchina a vapore slovacca                                                                    | 1.000.000  | 5 ottobre 2022    |
| Descrizione: il disegno raffigura una macchina a vapore atmosferica per il drenaggio di acqua dalle miniere costruita nel 1722 nella città mineraria di Nová Baňa - la prima del suo genere nell'Europa continentale. La macchina fu progettata e costruita dall'ingegnere inglese Isaac Potter, la cui firma è riprodotta, su due linee, sul lato inferiore sinistro del disegno. Sul lato destro della macchina sono riportati in verticale il nome del paese di emissione «SLOVENSKO» e a destra del nome, separati da un punto mediano, gli anni «1722» e «2022». Vicino all'estremità sinistra del cerchio interno della moneta figurano il marchio della zecca di Kremnica («Mincovňa Kremnica»), costituito dalle lettere «MK» poste tra due conii, e sotto il marchio le iniziali stilizzate di Peter Valach, il disegnatore della faccia nazionale. Sull'anello esterno della moneta figurano le 12 stelle della bandiera dell'Unione europea. |                    | |            |                   |
| | Malta              | Risoluzione 1325 del Consiglio di sicurezza delle Nazioni Unite                                                             | 53.000     | 17 novembre 2022  |
| Descrizione: il disegno rappresenta tre volti di donne. Lungo il bordo interno, dalla parte superiore sinistra alla parte inferiore sinistra, sono riportate le iscrizioni «WOMEN»«PEACE», «SECURITY», l'anno di emissione «2022» e il nome del paese di emissione «MALTA» Al centro, sotto i volti di donna, figurano le iscrizioni «UNSCR» e «1325». Sull'anello esterno della moneta figurano le 12 stelle della bandiera dell'Unione europea. |                    | |            |                   |
| | Malta              | Ipogeo di Ħal-Saflieni 7ª moneta della serie dedicata ai siti preistorici maltesi                                           | 180.000    | 17 novembre 2022  |
| Descrizione: il disegno raffigura un dettaglio del sito preistorico. Nella parte superiore sinistra è inciso il nome del paese di emissione «MALTA» e sotto il nome del paese l'anno di emissione «2022». Nella parte inferiore figura l'iscrizione «ĦAL – SAFLIENI HYPOGEUM» e sotto l'iscrizione gli anni «4 000 – 2 500 BC» In basso a destra sono riportate le iniziali dell'autore del disegno Noel Galea Bason «NGB». Sull'anello esterno della moneta figurano le 12 stelle della bandiera dell'Unione europea. |                    | |            |                   |
| | Lituania           | Sudovia 4ª moneta della serie dedicata alle Regioni della Lituania                                                          | 500.000    | 20 dicembre 2022  |
| Descrizione: il disegno raffigura un toro all'interno di uno stemma, che a sua volta è decorato su entrambi i lati con rami di quercia argentata e ghiande. Nella parte inferiore della moneta i due rami di quercia sono legati tra loro da un nastro d'argento recante l'iscrizione «VIENYBĖ TEŽYDI» (POSSA FIORIRE L'UNITÀ). I rami di quercia simboleggiano la ricca storia della regione che risale all'era pagana della nazione lituana. In passato il toro costituiva l'animale più diffuso nella regione. La composizione è circondata dall'iscrizione «LIETUVA» (LITUANIA) e dall'anno di emissione «2022» nella parte superiore e dall'iscrizione «SUVALKIJA» e dal marchio della zecca lituana nella parte inferiore. Sull'anello esterno della moneta figurano le 12 stelle della bandiera dell'Unione europea. |                    | |            |                   |
| | Andorra            | 10º anniversario dell'entrata in vigore dell'accordo monetario tra Andorra e l'Unione europea                               | 70.000     | 16 gennaio 2023   |
| Descrizione: le differenti forme e dimensioni dei puzzle raffigurati nella parte inferiore del disegno simboleggiano il Principato di Andorra e i paesi appartenenti all'Unione europea. Nella parte superiore del disegno le stelle che circondano il simbolo della moneta comune europea stanno a indicare la piena appartenenza all'universo dell'euro. Accanto alle stelle figura il nome del paese di emissione «ANDORRA» e gli anni della commemorazione «2012» e «2022». Sull'anello esterno della moneta figurano le 12 stelle della bandiera dell'Unione europea. |                    | |            |                   |
| | Andorra            | La leggenda di Carlo Magno                                                                                                  | 70.000     | 16 gennaio 2023   |
| Descrizione: secondo una leggenda fu l'imperatore Carlomagno a fondare Andorra nell'805 e a concedere agli abitanti il loro status giuridico. Il disegno della moneta, che rappresenta questa legenda profondamente radicata nella storia e nella cultura di Andorra, mostra sullo sfondo un paesaggio con montagne e un fiume, simboli del ricco patrimonio paesaggistico del paese, e il nome del paese di emissione «ANDORRA». In primo piano il disegno riporta una riproduzione parziale del celebre ritratto dell'imperatore Carlomagno realizzato dall'artista Albrecht Dürer e l'anno di emissione «2022». Sull'anello esterno della moneta figurano le 12 stelle della bandiera dell'Unione europea. |                    | |            |                   |